# سنگ‌خزه‌ایان
سنگ‌خزه‌ایان یا سنگ‌خزگان (نام علمی: Characeae)، تیره‌ای از جلبک‌های سبز آب شیرین در راسته کارایان است. آنها همچنین به دلیل شکنندگی ساقه‌های آهکی پوشیده شده از آهک و بوی بدی که هنگام پا گذاشتن روی آن ایجاد می‌شود، به‌عنوان خزه تُرد یا علف‌بدبو شناخته می‌شوند.
در برخی از تلقی‌ها، سنگ‌خزه‌ایان شامل تمام گونه‌های زنده (موجود) کارایان می‌شود، این تعریف در اینجا دنبال می‌شود. در تلقی‌های دیگر، جنس نایتلوپسیس (Nitellopsis) که دارای گونه‌های موجود و منقرض شده است، در یک خانواده جداگانه به نام فیستیلیاسه (Feistiellaceae) قرار می‌گیرد.

## شرح
اعضای زنده سنگ‌خزه‌ایان دیده شده در محیط‌های آب شیرین و لب‌شور در سراسر جهان رشد می‌کنند و ریسه‌های بزرگ و ماکروسکوپیک به طول ۱۲۰ سانتی‌متر دارند، شاخه‌دار و چند سلولی هستند و از سبزینه برای فتوسنتز استفاده می‌کنند. تنها مرحله دیپلوئید آنها در چرخه زندگی اوسپور (Oospore) تک‌سلولی است. آنها را سنگ‌خزه‌ایان می‌نامید، زیرا گیاهان می‌توانند پس از مدتی در آهک (کربنات کلسیم) پوشیده شوند. «ساقه» در واقع یک ساقه مرکزی است که از سلول‌های غول‌پیکر و چند هسته‌ای تشکیل شده است. آنها در داشتن یک حلقه از شاخه‌های کوچک در هر گره در بند بی‌نظیر هستند که به آنها شباهت سطحی به جنس گیاه دم اسب می‌دهد. در این حلقه‌ها می‌توان پدیده جریان سیتوپلاسمی (Cytoplasmic streaming) را مشاهده کرد. پخش جریانی در سنگ‌خزه‌ها سریعترین ضبط شده در بین هر سلول است. جریان سیتوپلاسمی توسط ریز رشته‌های موجود در داخل سلول ایجاد می‌شود، همان‌طور که با استفاده از سیتوکالاسین بی برای متوقف کردن جریان ثابت شده است.
حدود ۴۰۰ گونه موجود در سراسر جهان وجود دارد که ۳۳ گونه در بریتانیا و ایرلند طبق گفته‌های گرووز و بولاک-وبستر، اما استوارت و چرچ (۱۹۹۲) این تعداد را به ۲۱ کاهش می‌دهند.
سنگ‌خزه‌ایان فتوسنتزکننده اصلی برخی از دریاچه‌های دهانه آتشفشانی نیکاراگوئه هستند و در برخی شرایط می‌توان آنها را در عمق بیش از ۲۰ متر یافت. تیلاپیا معرفی شده (Oreochromis niloticus) تمام سنگ‌خزه‌ایان را در دریاچه آپویو (Apoyo) مصرف کرد.
آنتریدیوم (یا گلبول‌ها) و اوگونیا (Oogonium) (یا هسته‌ها) در زمان بلوغ توسط لایه‌ای از سلول‌های استریل محافظت می‌شوند. اوگونیوم مستطیلی شکل است و از یک تخمک تشکیل شده است، در حالی که آنتریدیوم کروی مملو از سلول‌های نخ مانندی است که اسپرماتیا تولید می‌کنند. در نتیجه، سنگ‌خزه‌ایان پیچیده‌ترین ساختار را در بین تمام جلبک‌های سبز دارد.

## سرده‌ها
سرده‌هایی که شامل سرده‌های موجود هستند و در محدوده وسیعی از خانواده قرار می‌گیرند عبارتند از:
- Chara L.
- Lamprothamnium J.Groves
- Lychnothamnus (F.J.Ruprecht) A.Braun
- نایتلا Nitella C.A.Agardh
- Nitellopsis Hy (placed in Feistiellaceae by some sources)
- Tolypella (A.Braun) A.Braun

## بوم‌شناسی
بیشتر سنگ‌خزه‌ایان موجود در آب شیرین، معمولاً در آب ساکن و شفاف، جایی که توسط ریزوئیدها به بستر می‌چسبند، یافت می‌شوند. آنها می‌توانند استعمارگران پیشگام یا زودگذر باشند. آنها معمولاً در آب‌های غنی از مواد مغذی کم تا متوسط یافت می‌شوند و به دلیل مغذی شدن ناپدید می‌شوند. برخی از سنگ‌خزه‌ایان می‌توانند در زیستگاه‌های لب‌شور یا دریایی زنده بمانند و همچنین در دریاچه‌های شور زودگذر در استرالیا که شوری دو برابر آب دریا دارند زندگی کنند.